# ريتشارد بينيت (لاعب كريكت بريطاني)
ريتشارد بينيت (12 ديسمبر 1872 - 16 يوليو 1953) (بالإنجليزية: Richard Bennett)‏ هو لاعب كريكت بريطاني (وحمل سابقاً جنسية المملكة المتحدة لبريطانيا العظمى وأيرلندا).

## وصلات خارجية
- ريتشارد بينيت على موقع إي آس بي آن كريك إنفو (الإنجليزية)